# 베이구 (신주시)

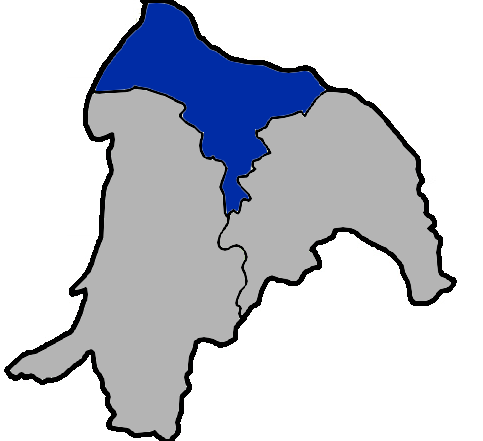
베이 구의 위치.

베이구(한국어: 북구, 중국어: 北區, 병음: Běi Qū)는 중화민국 신주 시의 시할구이다. 또한 베이 구의 넓이는 15.7267km2이고, 베이 구의 인구는 2015년 8월 기준으로 148,983명이다. 그리고 베이 구는 신주 시 정부가 소재한다.